# Danh sách cuộc viếng thăm Việt Nam của tổng thống Cộng hòa Séc

Lá cờ của tổng thống Cộng hòa Séc

Tổng thống Cộng hòa Séc thăm Việt Nam là các chuyến thăm của các Tổng thống Cộng hòa Séc đến Việt Nam vào những thời điểm khác nhau. Tính đến tháng 6 năm 2017, đã có 2 vị tổng thống Cộng hòa Séc với 2 lần viếng thăm Việt Nam.
| STT | Thủ tướng                       | Hình ảnh | Thời gian                | Điểm đến | Ghi chú |
| --- | ------------------------------- | -------- | ------------------------ | -------- | ------- |
| 1   | Václav Klaus (Tổng thống thứ 2) |          | tháng 10 năm 2006        | Hà Nội   |         |
| 2   | Miloš Zeman (Tổng thống thứ 3)  |          | 6 đến 8 tháng 6 năm 2017 | Hà Nội   |         |

## Miloš Zeman
Nhận lời mời của Chủ tịch nước Trần Đại Quang, Tổng thống Cộng hòa Séc Milos Zeman và Phu nhân thăm cấp Nhà nước tới Việt Nam từ ngày 6 đến ngày 8 tháng 6 năm 2017. Tháp tùng Tổng thống Séc có đoàn danh nghiệp lớn do Liên đoàn Công nghiệp Séc tổ chức, gồm đại diện của 60 công ty thuộc nhiều lĩnh vực khác nhau.
Sáng 7 tháng 6, tại Phủ Chủ tịch, Chủ tịch nước Trần Đại Quang đã chủ trì lễ đón trọng thể Tổng thống Milos Zeman. Ngay sau lễ đón, Chủ tịch nước Trần Đại Quang đã hội đàm với Tổng thống Cộng hòa Séc Milos Zeman. Kết thúc hội đàm, Chủ tịch nước Trần Đại Quang và Tổng thống Milos Zeman đã chứng kiến lễ ký kết các văn kiện hợp tác giữa hai nước, gồm 07 biên bản ghi nhớ hợp tác giữa các đối tác sau: Tập đoàn Optokon và Công ty Công nghệ Sinh Phúc; Công ty Drevojas và Công ty sản xuất gốm sứ Hao Canh; Tập đoàn du lịch và dịch vụ bay Biển Đông và Ngân hàng Indovina; Công ty ClineX và Công ty Dapharco; Tập đoàn Techniserv và Công ty Yestech; Bệnh viện Na Homolce và Bệnh viện hữu nghị Việt Nam; Công ty Vari và Công ty công nghệ James Boat. Sau đó Chủ tịch nước Trần Đại Quang và Tổng thống Cộng hòa Séc Milos Zeman đã chủ trì cuộc họp báo, trong đó khẳng định: hợp tác kinh tế là trụ cột ưu tiên trong hợp tác song phương, nhất trí nhấn mạnh tầm quan trọng của việc giữ gìn an ninh, hòa bình, thúc đẩy hợp tác và phát triển trên thế giới.
Chiều 7 tháng 6 tại Hà Nội, thay mặt Thủ tướng Chính phủ, Uỷ viên Bộ Chính trị, Phó Thủ tướng Vương Đình Huệ đã hội kiến với Tổng thống Cộng hoà Séc Milos Zeman. Cũng trong chiều 7 tháng 6, Tổng Bí thư Nguyễn Phú Trọng đã có buổi tiếp Tổng thống Cộng hòa Séc. Tổng Bí thư Nguyễn Phú Trọng đánh giá chuyến thăm của ông Milos Zeman có ý nghĩa quan trọng, góp phần thúc đẩy quan hệ hữu nghị truyền thống và hợp tác nhiều mặt giữa Việt Nam và Cộng hòa Séc. Ngoài ra, Tổng thống Séc Milos Zeman còn có cuộc gặp gỡ với Chủ tịch Quốc hội Nguyễn Thị Kim Ngân.
Tối 7 tối 6, tại Hà Nội, Chủ tịch nước Trần Đại Quang và Phu nhân đã chủ trì tiệc chiêu đãi chào mừng Tổng thống Cộng hòa Séc Milos Zeman và Phu nhân cùng đoàn đại biểu cấp cao đang có chuyến thăm cấp nhà nước tới Việt Nam.
- Tham dự:

1. Diễn đàn doanh nghiệp Việt Nam – Séc

- Gặp gỡ:

1. Hội hữu nghị Việt Nam – Séc

1. ↑  Việt Nam - Cộng hòa Séc ra Tuyên bố chung Dân Trí
2. ↑  Toàn cảnh chuyến thăm Việt Nam của Tổng thống Cộng hòa Séc VOV
3. ↑  Chủ tịch nước Trần Đại Quang chiêu đãi chào mừng Tổng thổng Séc VOV